# 바오준 윈하이
바오준 윈하이(영어: Baojun Yunhai, 중국어 간체자: 宝骏云海, 직역: sea of clouds)는 SAIC-GM-우링이 바오준 브랜드로 2024년 8월부터 생산 중인 소형 크로스오버 SUV이다.

## 개요

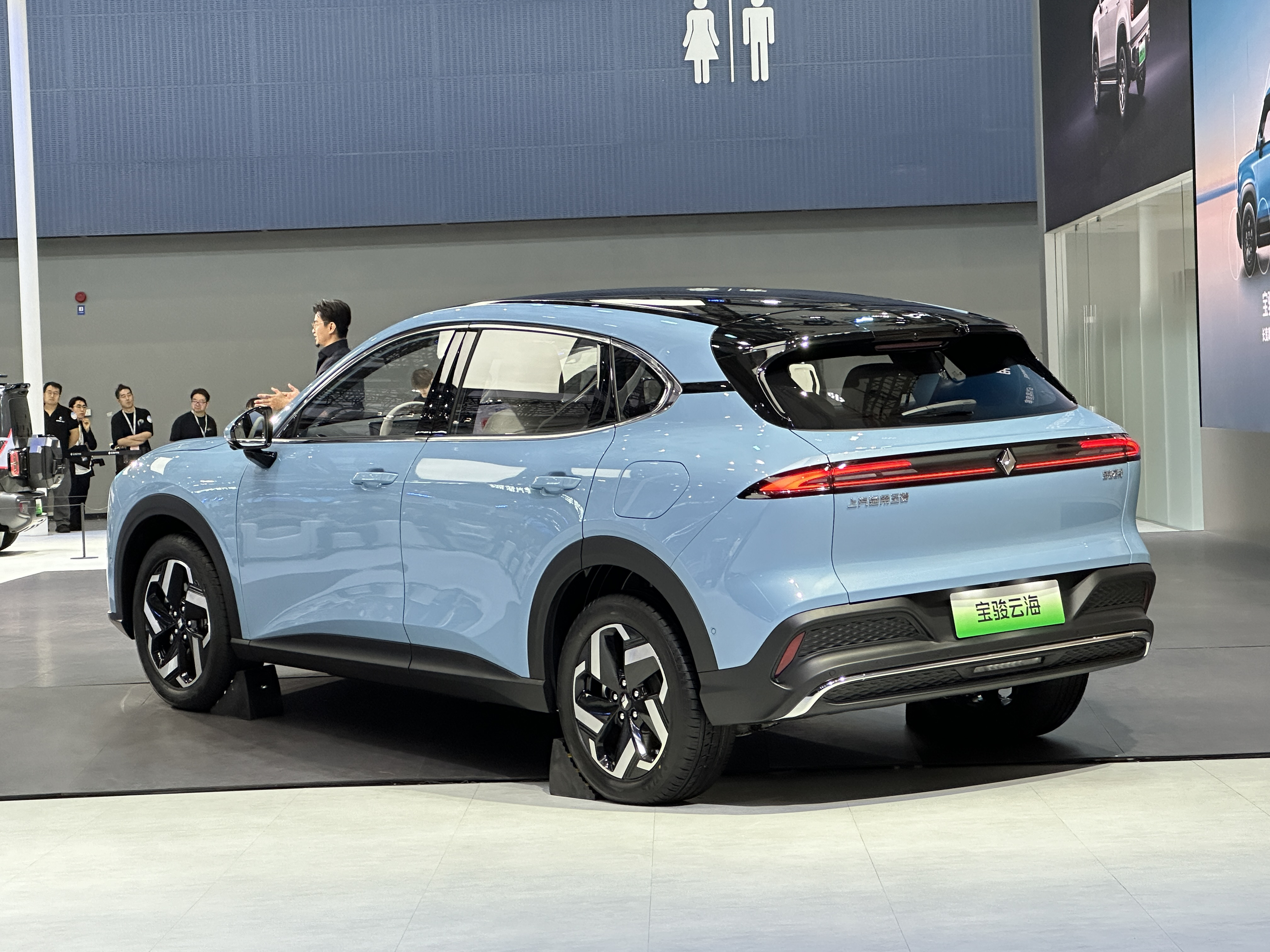
바오준 윈하이의 후면

출시 당시에는 플러그인 하이브리드 모델 2종과 배터리 전기 모델 2종, 즉 60km PHEV, 140km PHEV, 500km EV, 600km EV로 출시되었다. 윈하이는 플러그인 하이브리드 및 배터리 전기 자동차를 위한 Tianyu D 아키텍처를 기반으로 제작되었으며, 항력 계수는 0.259이다.